# Macau (Gironde)
Pour les articles homonymes, voir Macau.
Macau est une commune du Sud-Ouest de la France, située dans le département de la Gironde, en région Nouvelle-Aquitaine.
Ses habitants s'appellent les Macaudais/Macaudaises.

## Géographie

### Localisation
La commune de Macau, traversée par le 45e parallèle nord, est de ce fait située à égale distance du pôle Nord et de l'équateur terrestre (environ 5 000 km).
Commune de l'aire d'attraction de Bordeaux située dans le Médoc sur la rive gauche de l'estuaire de la Gironde, dans la zone de production du haut-médoc.

### Communes limitrophes
Les communes limitrophes sont  Ambès, Arsac, Bayon-sur-Gironde, Labarde, Le Pian-Médoc, Ludon-Médoc et Margaux-Cantenac.
| Labarde       | Margaux-Cantenac | Bayon-sur-Gironde |
| Arsac         | Macau            | Ambès             |
| Le Pian-Médoc | Ludon-Médoc      |                   |

### Hydrographie
La Garonne et l'estuaire de la Gironde bordent l'est de la commune.

### Climat
Pour des articles plus généraux, voir Climat de la Nouvelle-Aquitaine et Climat de la Gironde.
Historiquement, la commune est exposée à un climat océanique aquitain.  
En 2020, Météo-France publie une typologie des climats de la France métropolitaine dans laquelle la commune est exposée à un climat océanique et est dans la région climatique  Aquitaine, Gascogne, caractérisée par une pluviométrie abondante au printemps, modérée en automne, un faible ensoleillement au printemps, un été chaud (19,5 °C), des vents faibles, des brouillards fréquents en automne et en hiver et des orages fréquents en été (15 à 20 jours).
Pour la période 1971-2000, la température annuelle moyenne est de 12,9 °C, avec une amplitude thermique annuelle de 14,7 °C. Le cumul annuel moyen de précipitations est de 927 mm, avec 12,3 jours de précipitations en janvier et 6,8 jours en juillet. Pour la période 1991-2020, la température moyenne annuelle observée sur la station météorologique la plus proche, située sur la commune de Saint-Gervais à 11,88 km à vol d'oiseau, est de 13,9 °C et le cumul annuel moyen de précipitations est de 824,9 mm,. Pour l'avenir, les paramètres climatiques de la commune estimés pour 2050 selon différents scénarios d’émission de gaz à effet de serre sont consultables sur un site dédié publié par Météo-France en novembre 2022.

## Urbanisme

### Typologie
Au 1er janvier 2024, Macau est catégorisée ceinture urbaine, selon la nouvelle grille communale de densité à sept niveaux définie par l'Insee en 2022.
Elle appartient à l'unité urbaine de Macau, une unité urbaine monocommunale constituant une ville isolée,. Par ailleurs la commune fait partie de l'aire d'attraction de Bordeaux, dont elle est une commune de la couronne,. Cette aire, qui regroupe 275 communes, est catégorisée dans les aires de 700 000 habitants ou plus (hors Paris),.

### Occupation des sols

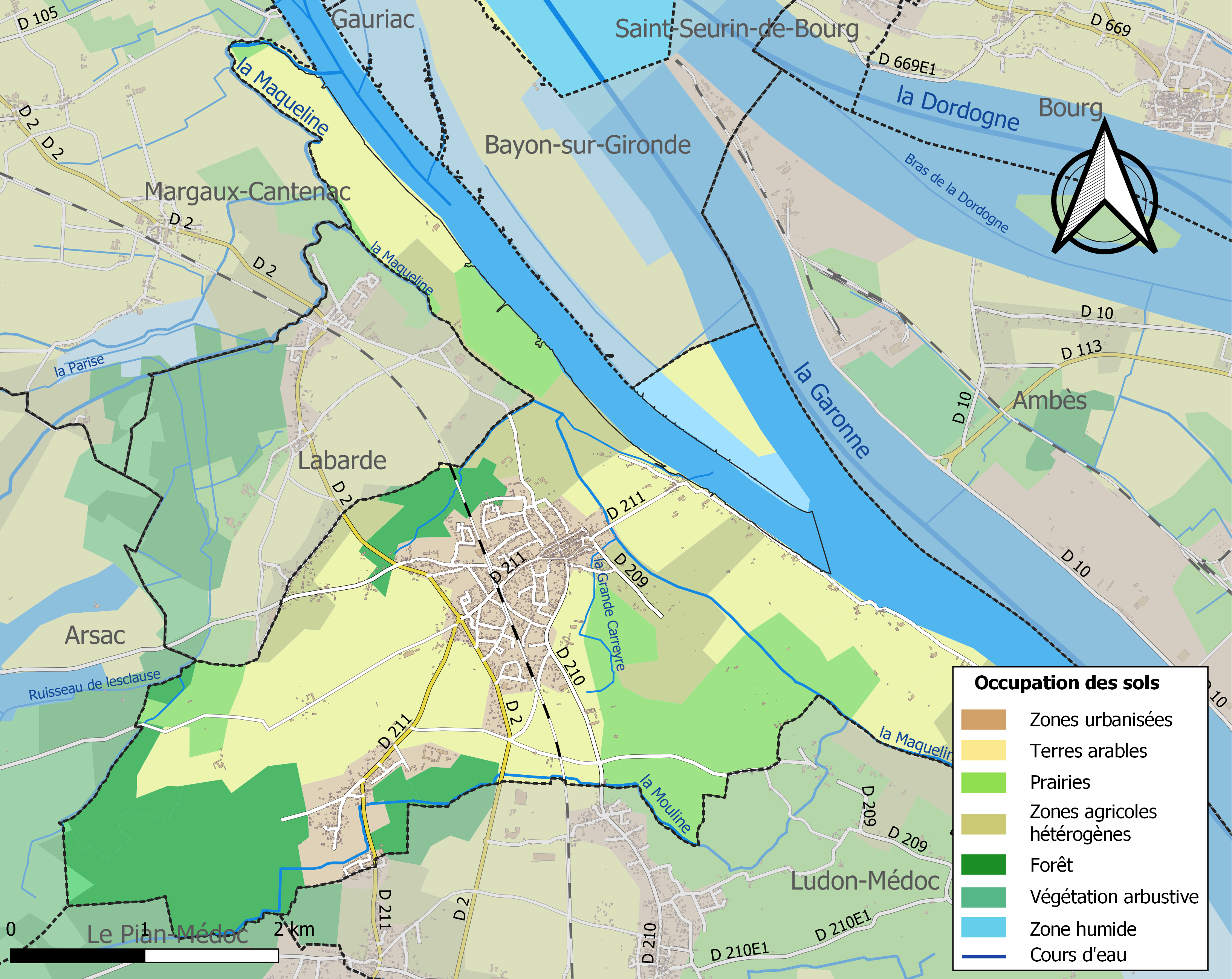
Carte des infrastructures et de l'occupation des sols de la commune en 2018 (CLC).

L'occupation des sols de la commune, telle qu'elle ressort de la base de données européenne d’occupation biophysique des sols Corine Land Cover (CLC), est marquée par l'importance des territoires agricoles (56 % en 2018), en diminution par rapport à 1990 (57,3 %). La répartition détaillée en 2018 est la suivante : 
eaux continentales (20,3 %), cultures permanentes (20,1 %), zones agricoles hétérogènes (13,7 %), prairies (12,7 %), forêts (12,3 %), zones urbanisées (9,6 %), terres arables (9,6 %), zones humides côtières (1,6 %), milieux à végétation arbustive et/ou herbacée (0,2 %). L'évolution de l’occupation des sols de la commune et de ses infrastructures peut être observée sur les différentes représentations cartographiques du territoire : la carte de Cassini (XVIIIe siècle), la carte d'état-major (1820-1866) et les cartes ou photos aériennes de l'IGN pour la période actuelle (1950 à aujourd'hui).

### Risques majeurs
Le territoire de la commune de Macau est vulnérable à différents aléas naturels : météorologiques (tempête, orage, neige, grand froid, canicule ou sécheresse), inondations, feux de forêts et séisme (sismicité faible). Il est également exposé à un risque technologique,  et  le risque industriel. Un site publié par le BRGM permet d'évaluer simplement et rapidement les risques d'un bien localisé soit par son adresse soit par le numéro de sa parcelle.

#### Risques naturels
La commune fait partie du territoire à risques importants d'inondation (TRI) de Bordeaux, regroupant les 28 communes concernées par un risque de submersion marine ou de débordement de la Garonne, un des 18 TRI qui ont été arrêtés fin 2012 sur le bassin Adour-Garonne. Les crues significatives qui se sont produites au XXe siècle, avec plus de 6,70 m mesurés au marégraphe de Bordeaux sont celles du 27 décembre 1999 (7,05 m, débit de la Garonne de 700 m3/s), du 13 décembre 1981 (6,85 m, 1500 à 2 000 m3/s), du 19 mars 1988 (6,84 m, 4 000 m3/s), du 7 février 1996 (6,77 m, 1 000 m3/s) et du 28 avril 1998 (6,73 m, 2 700 m3/s). Au XXIe siècle, ce sont celles liées à la tempête Xynthia du 28 février 2010 (6,92 m, 816 m3/s) et du 31 janvier 2014 (6,9 m, 2500 à 3 000 m3/s). Des cartes des surfaces inondables ont été établies pour trois scénarios : fréquent (crue de temps de retour de 10 ans à 30 ans), moyen (temps de retour de 100 ans à 300 ans) et extrême (temps de retour de l'ordre de 1 000 ans, qui met en défaut tout système de protection). La commune a été reconnue en état de catastrophe naturelle au titre des dommages causés par les inondations et coulées de boue survenues en 1982, 1985, 1988, 1999, 2009, 2018 et 2020,.
Macau est exposée au risque de feu de forêt. Depuis le 20 avril 2016, les départements de la Gironde, des Landes et de Lot-et-Garonne disposent d’un règlement interdépartemental de protection de la forêt contre les incendies. Ce règlement vise à mieux prévenir les incendies de forêt, à faciliter les interventions des services et à limiter les conséquences, que ce soit par le débroussaillement, la limitation de l’apport du feu ou la réglementation des activités en forêt. Il définit en particulier cinq niveaux de vigilance croissants auxquels sont associés différentes mesures,.

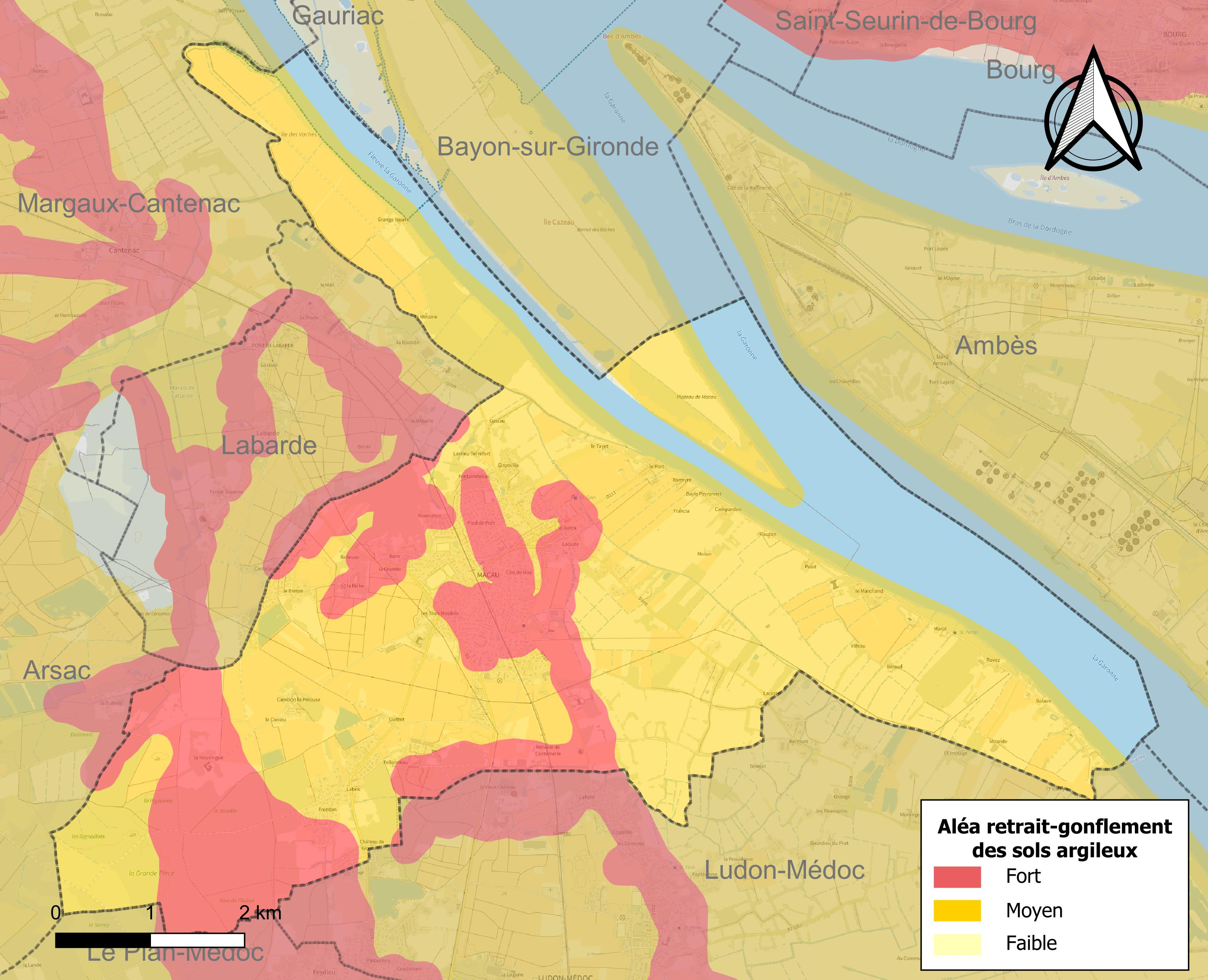
Carte des zones d'aléa retrait-gonflement des sols argileux de Macau.

Le retrait-gonflement des sols argileux est susceptible d'engendrer des dommages importants aux bâtiments en cas d’alternance de périodes de sécheresse et de pluie. 84,2 % de la superficie communale est en aléa moyen ou fort (67,4 % au niveau départemental et 48,5 % au niveau national). Sur les 1 610 bâtiments dénombrés sur la commune en 2019,  1 610 sont en aléa moyen ou fort, soit 100 %, à comparer aux 84 % au niveau départemental et 54 % au niveau national. Une cartographie de l'exposition du territoire national au retrait gonflement des sols argileux est disponible sur le site du BRGM,.
Par ailleurs, afin de mieux appréhender le risque d’affaissement de terrain, l'inventaire national des cavités souterraines permet de localiser celles situées sur la commune.
Concernant les mouvements de terrains, la commune a été reconnue en état de catastrophe naturelle au titre des dommages causés par la sécheresse en 2005 et 2011 et par des mouvements de terrain en 1999.

#### Risques technologiques
La commune est exposée au risque industriel du fait de la présence sur son territoire d'une entreprise soumise à la directive européenne SEVESO.

## Toponymie
Ce toponyme gascon était jadis documenté sous les formes Maquau ou  Macquau (1273), Machau (1311, 1359). Ce nom proviendrait d'un terme présumé *machalus. On notera qu'en 1190, le canal séparant l'île de Machanina (aujourd'hui soudée à la terre ferme) se nommait déjà la Maqueline[réf. nécessaire] (deux variantes de *machalina, un dérivé du toponyme).
Deux théories ont été avancées pour tenter d'élucider la signification du toponyme Macau :
- en latin, malum cavum signifie 'mauvais creux'. Il s'agirait d'une contraction de ces termes, qui aurait dû donner *maucau, une formation par ailleurs inconnue en toponymie gasconne ;
- le mot macallus désigne une fosse[réf. nécessaire] et pourrait être à l'origine du nom de cette commune.

À noter qu'au Moyen Âge, le bateau assurant les liaisons entre la moyenne et la basse Garonne, s'appelait un macau. Ce nom est vraisemblablement emprunté à celui de la commune.
Macau étant en Médoc, pays gascon, la plupart des lieux-dits anciens y sont explicables par le gascon, par exemple le Castéra, le Junca, les Garrabas, le Plantey, (la ?) Haoure, Pichelèbre, le Caminot de Sauve...

## Histoire
Le bourg de Macau existerait depuis l'époque gallo-romaine, comme semblent le prouver des traces de voies romaines découvertes à Gironville.
La ville connut une destruction au IXe siècle par les Normands.
Un texte de 1027 stipule que Guillaume V, duc d'Aquitaine et comte de Poitiers, fit donation au monastère Sainte-Croix de Bordeaux, de l'église Sainte-Marie-de-Macau et de l'île adjacente de Macau.
Un souterrain reliait le château fort de Gironville à l'église de Macau. Pour des raisons de sécurité, il a été muré à son entrée sous le clocher de l'église[réf. nécessaire]. Des pans de murs ont été trouvés dans les vignobles qui séparaient Gironville du clocher-donjon.
La légende rapporte que le château fort de Gironville aurait été peint avec le sang des anglais lors de la guerre de cent ans. Pour faire perdurer cette légende l'actuel château de Gironville, de construction beaucoup plus récente, est toujours peint en rouge.
Le port de Macau est situé sur le bord de la Garonne à 800 mètres de l'église. Ce petit port comportait une cale sur laquelle étaient roulées les barriques de vin qui étaient ensuite embarquées sur des gabares pour rejoindre les chais des négociants bordelais. Un petit chantier naval a été en activité jusque dans les années 1960, quelques bateaux de plaisance en bois y ont été construits.
Une petite morgue aurait aussi existé dans ce port car les courants du fleuve déposaient les corps des malheureux naufragés sur ces rivages.

## Héraldique
| Armes | Les armes de Macau se blasonnent ainsi : Taillé, au premier d’azur à la nef équipée et habillée d’argent voguant sur une rivière de trois filets ondés de sable, au deuxième de sable à l’église du lieu d’argent ajourée du champ ; à la barre d’or brochant sur la partition et chargée en abîme d’un artichaut de sinople accompagné, en chef et en pointe, de deux grappes de raisin de gueules tigées et vrillées de sable, le tout posé à plomb. |

L'artichaut évoque la variante introduite au début du XIXe siècle par le pépiniériste et botaniste Toussaint-Yves Catros, qui sous le nom d'artichaut de Macau fut largement cultivé par les maraîchers locaux. Cet artichaut n'est plus cultivé aujourd'hui.

## Politique et administration

### Rattachements administratifs et électoraux
Macau appartient à l'arrondissement de Bordeaux et au canton du Sud-Médoc créé lors du redécoupage cantonal de 2014. Avant cette date, elle était rattachée au canton de Blanquefort.
Pour l’élection des députés, la commune fait partie de la cinquième circonscription de la Gironde, représentée depuis 2017 par Benoît Simian (MRSL, ex-LREM).

### Intercommunalité
Depuis 2002, Macau est membre de la communauté de communes Médoc Estuaire.

### Administration municipale
Le nombre d'habitants au dernier recensement étant compris entre 3 500 et 4 999, le nombre de membres du conseil municipal est de 27.

### Liste des maires
| Période                                  | Période                   | Identité                 | Étiquette   | Qualité                                                                                                   |
| ---------------------------------------- | ------------------------- | ------------------------ | ----------- | --- |
| Maire en 1901                            | ?                         | Armand Lalanne           |             | |
| Les données manquantes sont à compléter. |                           |                          |             | |
| Maire en 1953                            | ?                         | M. Lagunegrand           |             | |
| ?                                        | ?                         | Jean Fournier            |             | |
| Maire en 1971                            | ?                         | Jacques Goigoux          |             | Pharmacien                                                                                                |
| 1980                                     | mars 1989                 | Jean Macé                | PS          | Ingénieur                                                                                                 |
| mars 1989                                | mars 2008                 | Jean-Claude Vergès       | DVG         | Réélu en 1995 et 2001                                                                                     |
| mars 2008                                | En cours (au 26 mai 2020) | Chrystel Colmont-Digneau | DVG (ex-PS) | Chargée de mission puis chef de projet 1re vice-présidente de la CC Médoc Estuaire Réélue en 2014 et 2020 |
| Les données manquantes sont à compléter. |                           |                          |             | |

## Démographie
L'évolution du nombre d'habitants est connue à travers les recensements de la population effectués dans la commune depuis 1793. Pour les communes de moins de 10 000 habitants, une enquête de recensement portant sur toute la population est réalisée tous les cinq ans, les populations de référence des années intermédiaires étant quant à elles estimées par interpolation ou extrapolation. Pour la commune, le premier recensement exhaustif entrant dans le cadre du nouveau dispositif a été réalisé en 2004.

En 2022, la commune comptait 4 575 habitants, en évolution de +10,69 % par rapport à 2016 (Gironde : +6,91 %, France hors Mayotte : +2,11 %).
| 1793  | 1800  | 1806  | 1821  | 1831  | 1836  | 1841  | 1846  | 1851  |
| ----- | ----- | ----- | ----- | ----- | ----- | ----- | ----- | ----- |
| 1 800 | 1 289 | 1 374 | 1 430 | 1 492 | 1 526 | 1 582 | 1 626 | 1 630 |

| 1856  | 1861  | 1866  | 1872  | 1876  | 1881  | 1886  | 1891  | 1896  |
| ----- | ----- | ----- | ----- | ----- | ----- | ----- | ----- | ----- |
| 1 587 | 1 705 | 1 805 | 1 797 | 1 920 | 1 934 | 2 049 | 1 885 | 1 906 |

| 1901  | 1906  | 1911  | 1921  | 1926  | 1931  | 1936  | 1946  | 1954  |
| ----- | ----- | ----- | ----- | ----- | ----- | ----- | ----- | ----- |
| 1 931 | 1 912 | 1 731 | 1 472 | 1 445 | 1 373 | 1 283 | 1 286 | 1 448 |

| 1962  | 1968  | 1975  | 1982  | 1990  | 1999  | 2004  | 2006  | 2009  |
| ----- | ----- | ----- | ----- | ----- | ----- | ----- | ----- | ----- |
| 1 801 | 2 017 | 2 065 | 2 349 | 2 648 | 2 890 | 3 154 | 3 196 | 3 447 |

| 2014  | 2019  | 2022  | - | - | - | - | - | - |
| ----- | ----- | ----- | - | - | - | - | - | - |
| 3 944 | 4 410 | 4 575 | - | - | - | - | - | - |

## Lieux et monuments
- Église Notre-Dame dont la construction remonte au XIIe siècle, qui a conservé son clocher d'origine et est classée monument historique pour ledit clocher depuis 1893[41],[42].
- Château Plaisance, construit à la fin du XVIIIe siècle par l'architecte François Lhote, classé monument historique depuis 1998[43].
- Château de Gironville, ancien domaine viticole.
- Château Cantemerle, domaine viticole.
- Île Macau.
- Équipements sportifs de proximité : un skatepark[44] et un terrain multisports[45].

## Galerie de photos

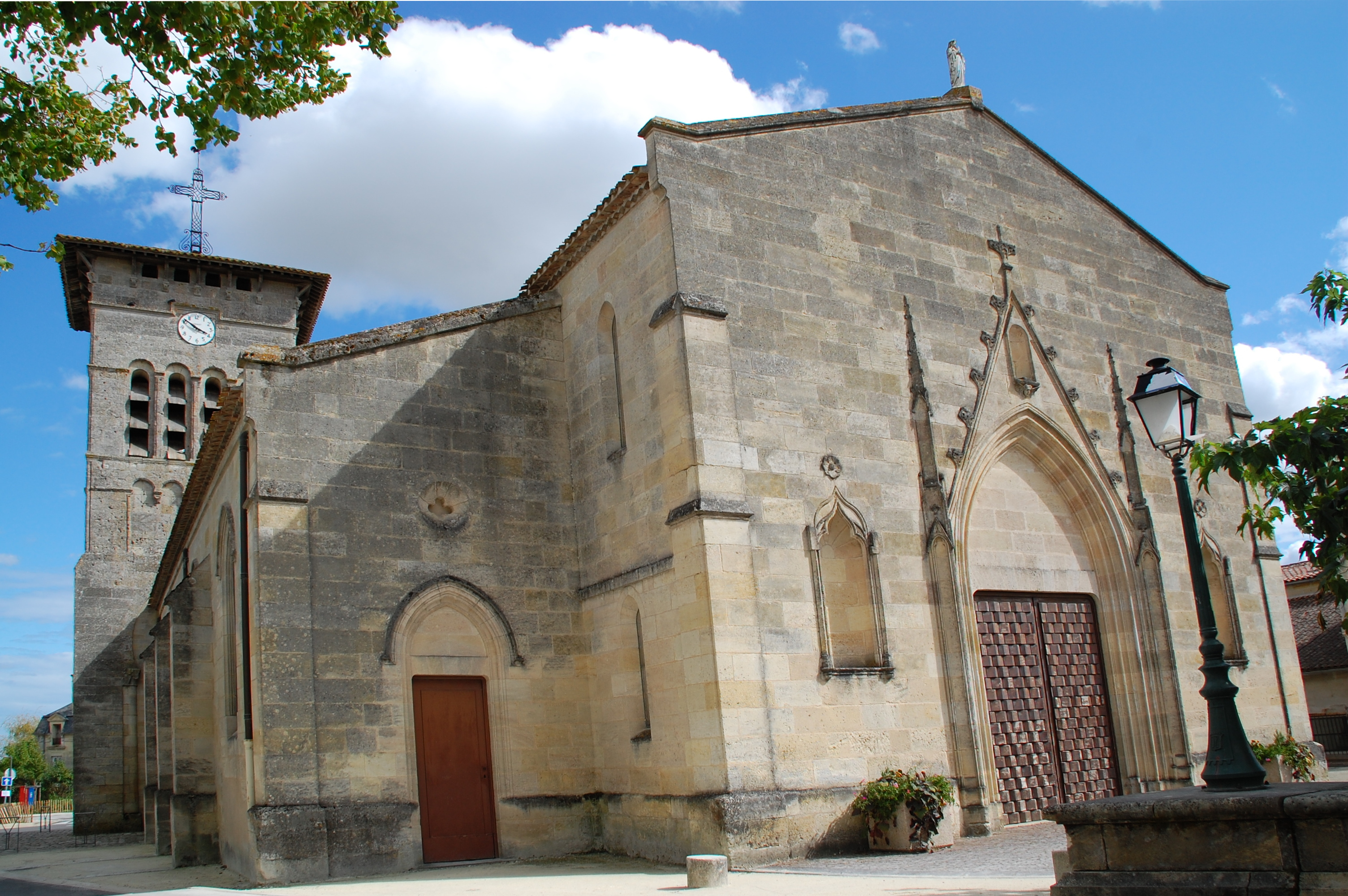
L'église Notre-Dame.
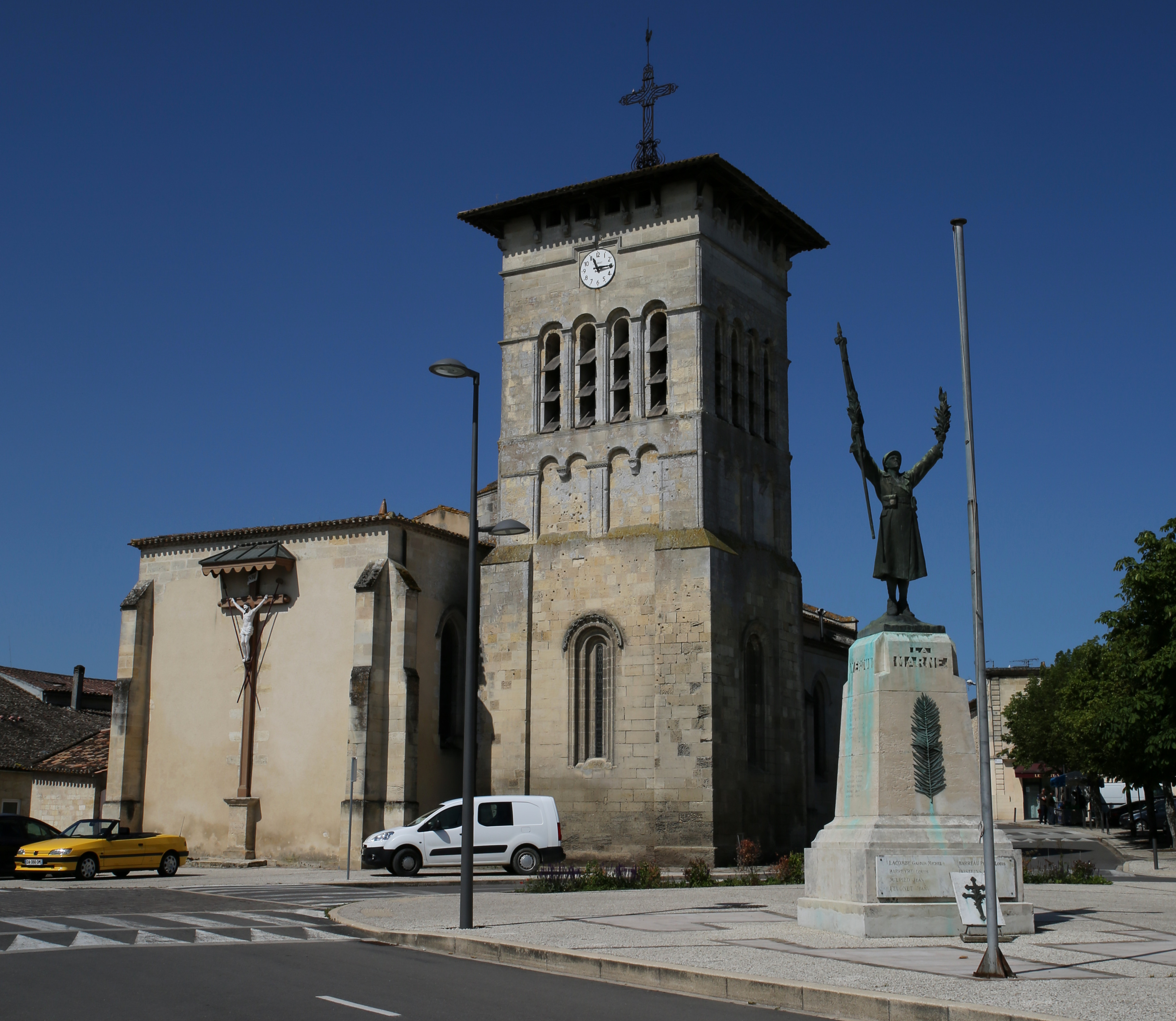
Le monument aux morts devant l'église Notre-Dame.
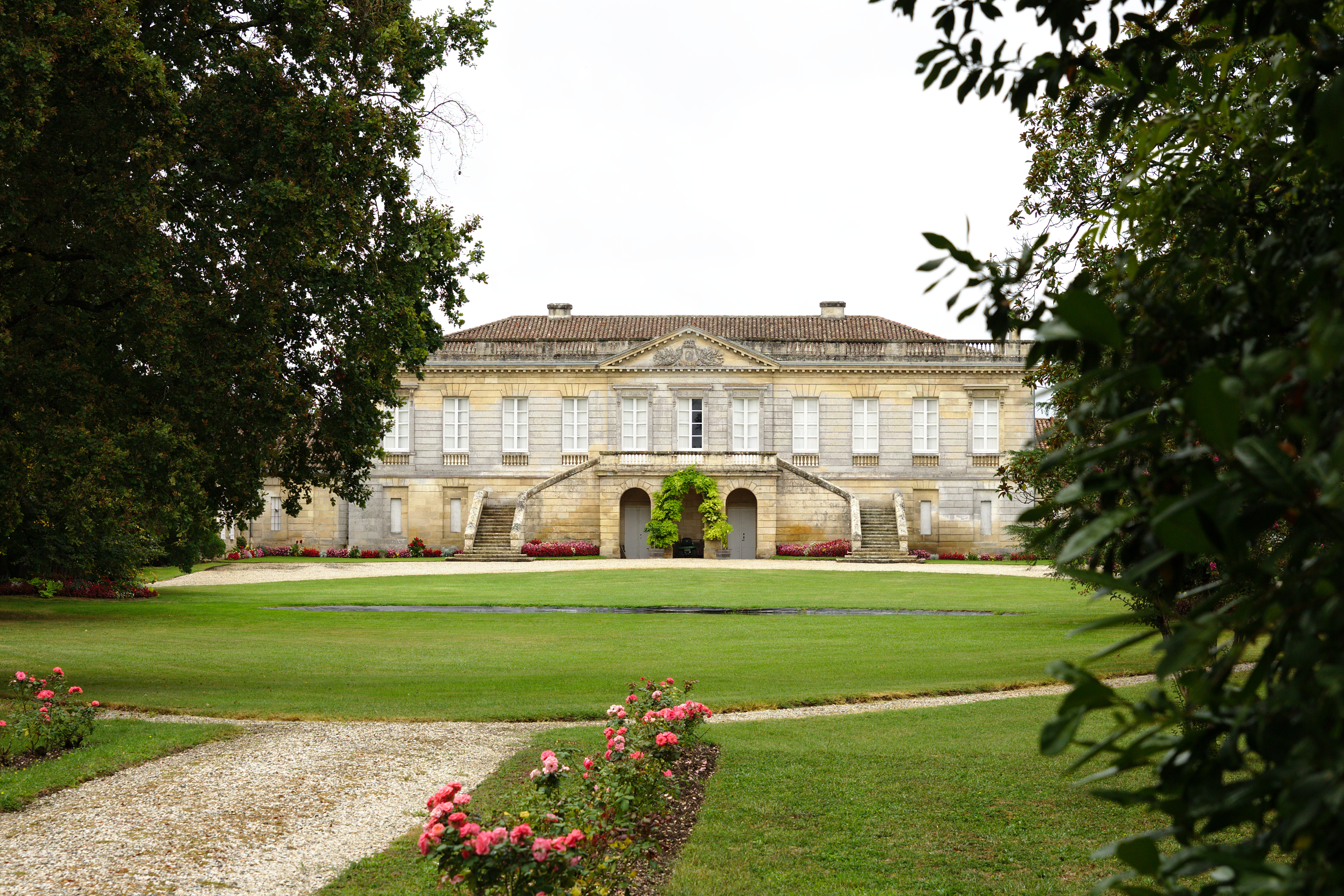
Le château Plaisance.
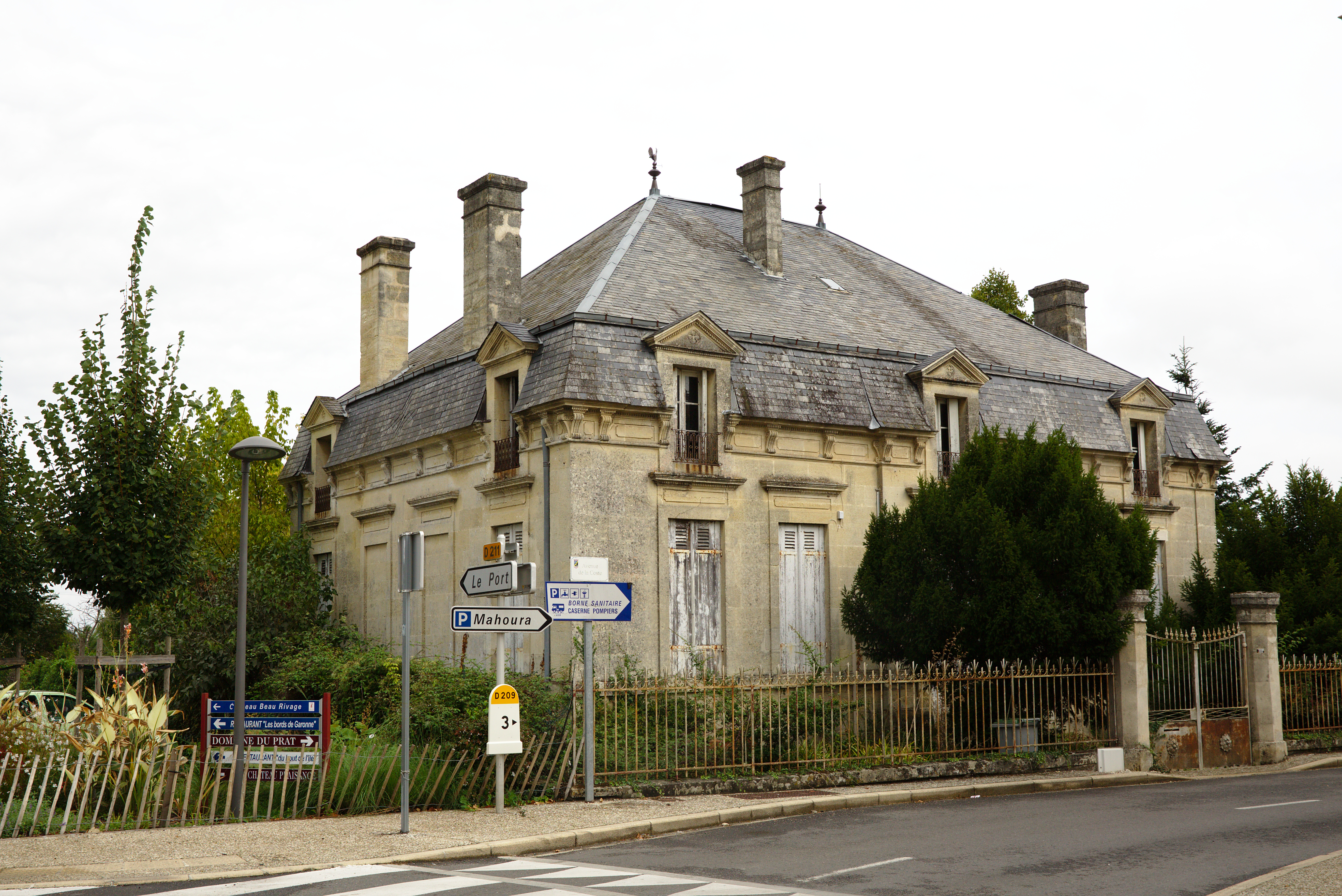
Maison de maitre.
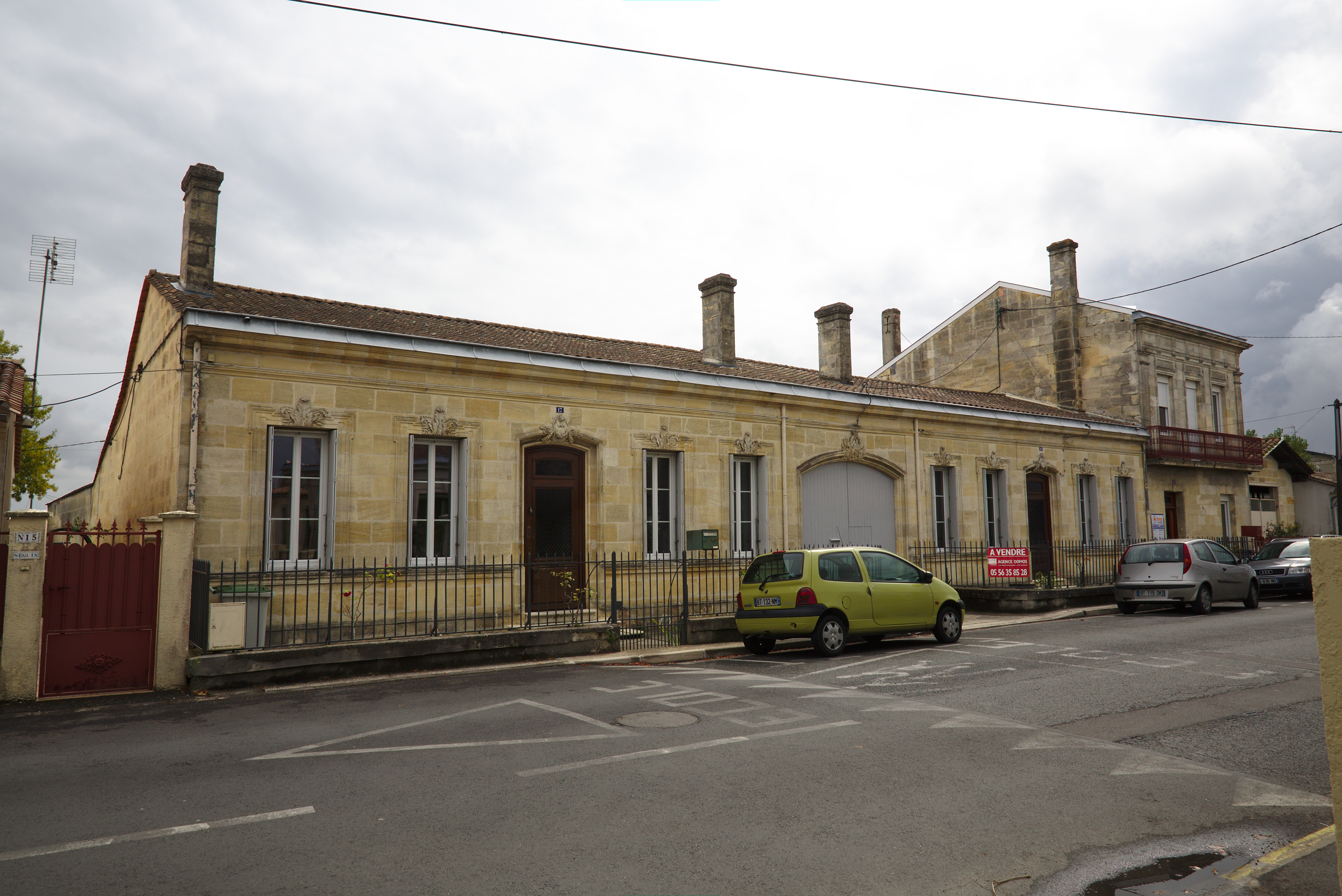
Maisons traditionnelles.
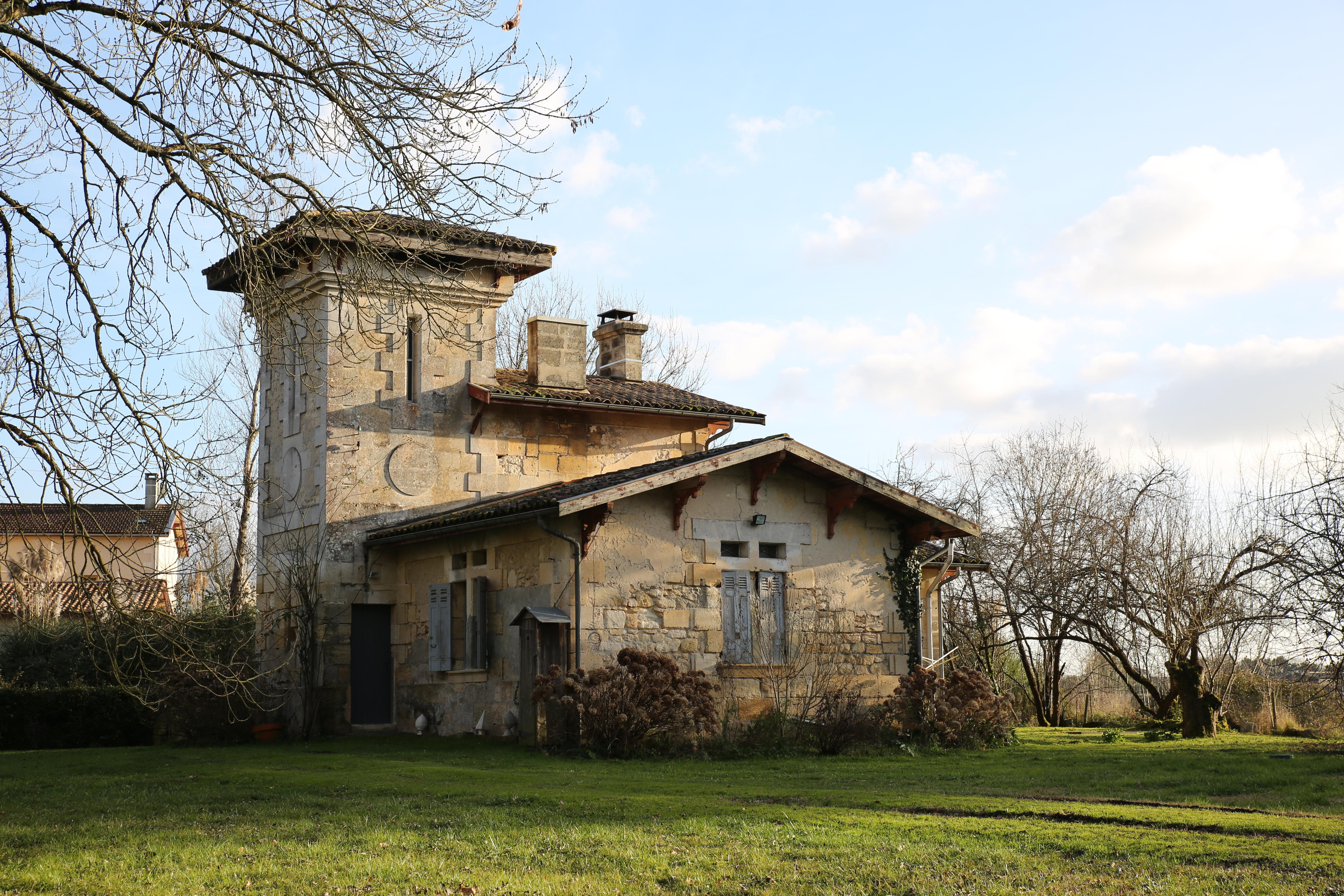
Maisonnette en bord de Gironde.

## Personnalités liées à la commune
- Louis Bignon (1816-1906), restaurateur qui fit du Café Riche l'un des restaurants les plus réputés de Paris. Il acheta le château de la Houringue à Macau, remit en état le vignoble ; il est mort dans la commune.